# Музей промислового вузькоколійного транспорту
Музе́й промисло́вого вузькоколі́йного тра́нспорту (нід. Industrieel Smalspoor Museum) — невеликий технічний музей в нідерландському місті Еріка, провінція Дренте.

## Опис
Заснований у 1984 році, музей займає територію площею 6 гектарів поблизу Доммерсканалу. До 1983 року в цій місцевості було виробництво торфу. Засновником музею, який існує на добровольчих засадах, є Музей залізниць Північних Нідерландів.
В музеї зберігається колекція промислового залізничного транспорту, машини, обладнання, інструменти, фотографії та інші матеріали. Відвідувачі музею можуть проїхати у спеціальному потязі, який курсує по 900-міліметровій колії довжиною 18 км.
На території музею розташована єдина збережена у первісному вигляді фабрика торфу в Нідерландах. Будівля фабрики і депо, зведені у 1910-х роках, є історичною пам'яткою. Також функціонує сувенірний магазин.

## Експонати музею

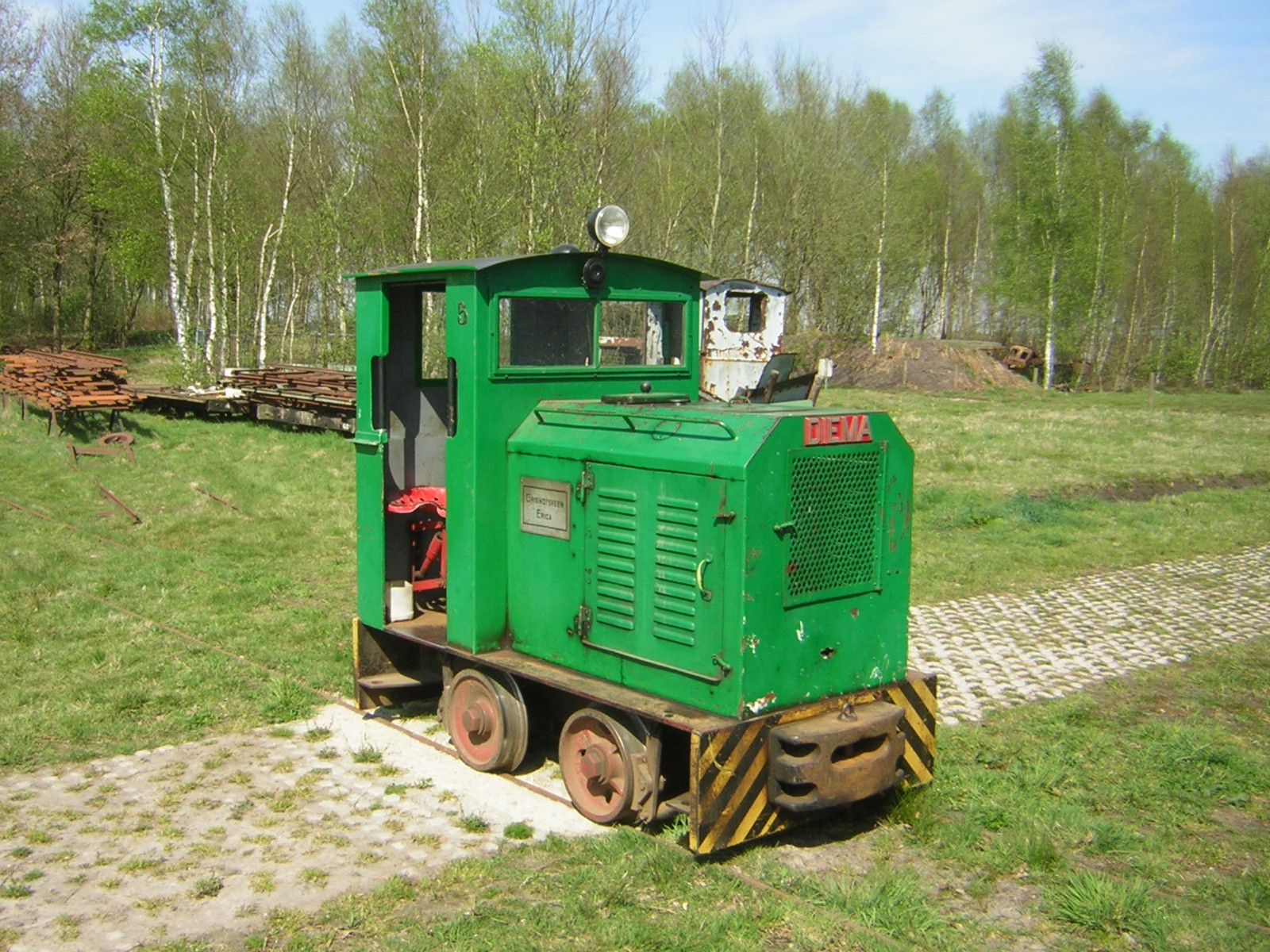
Diema DS 12
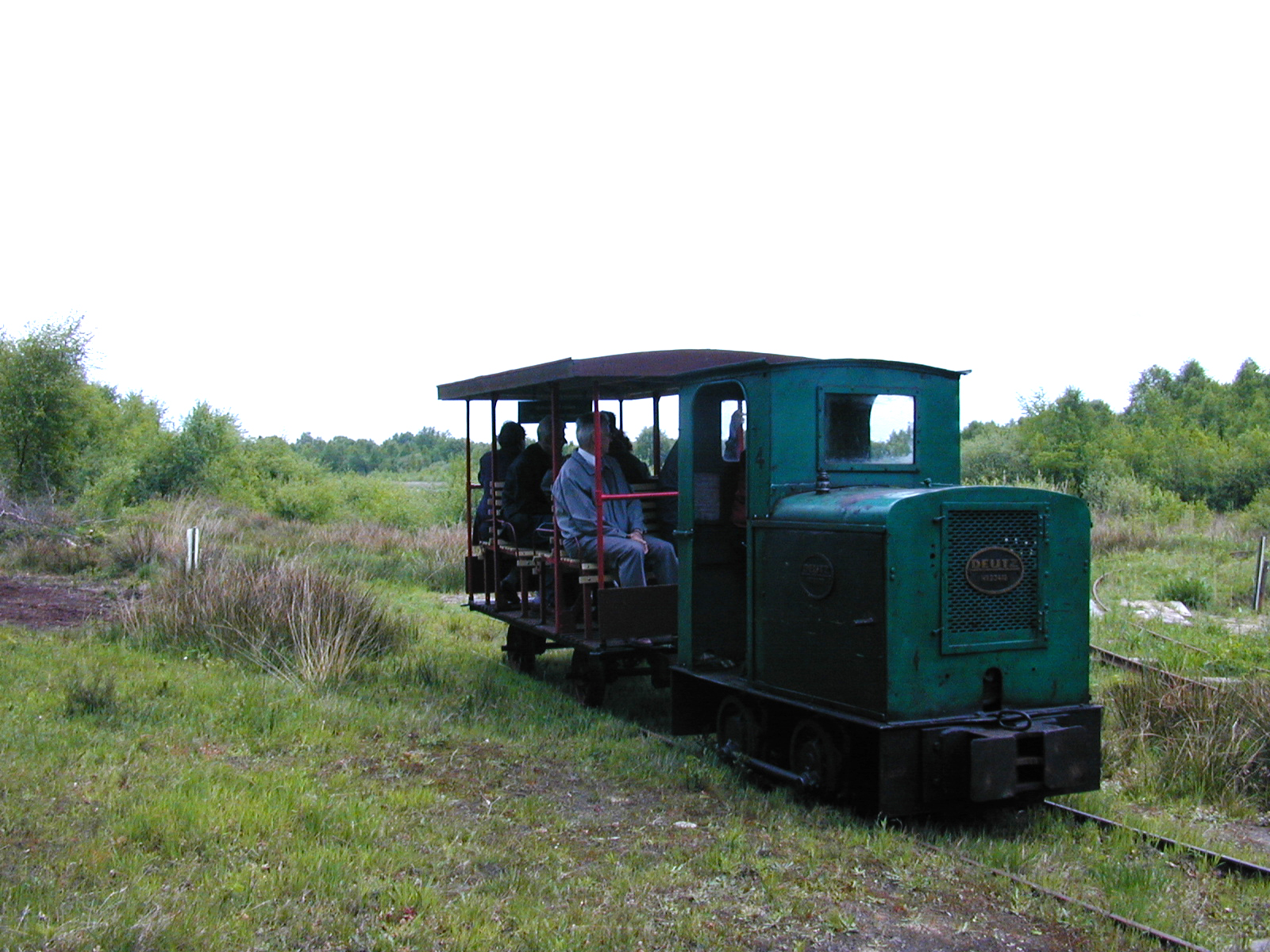
OME 117F
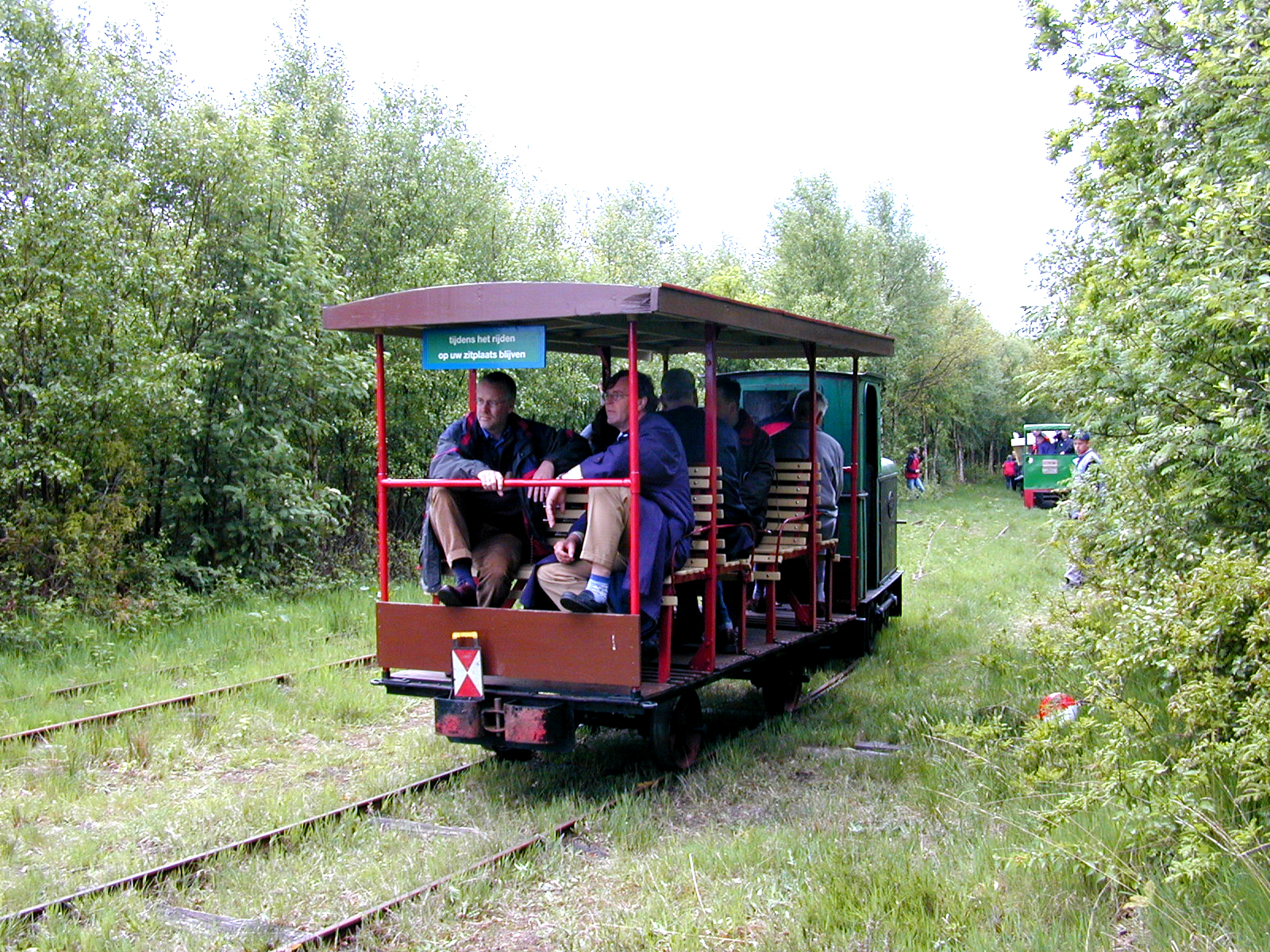
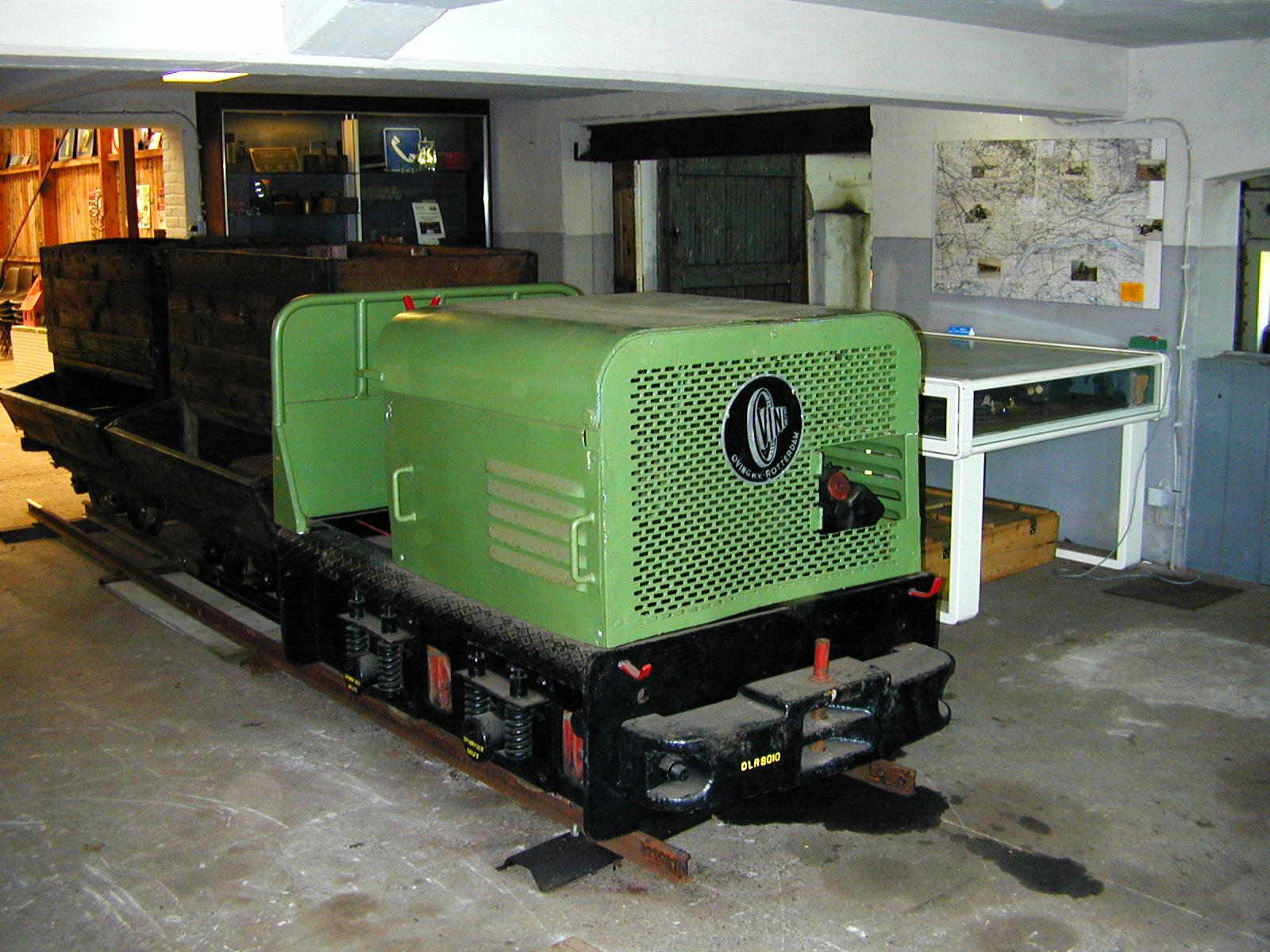
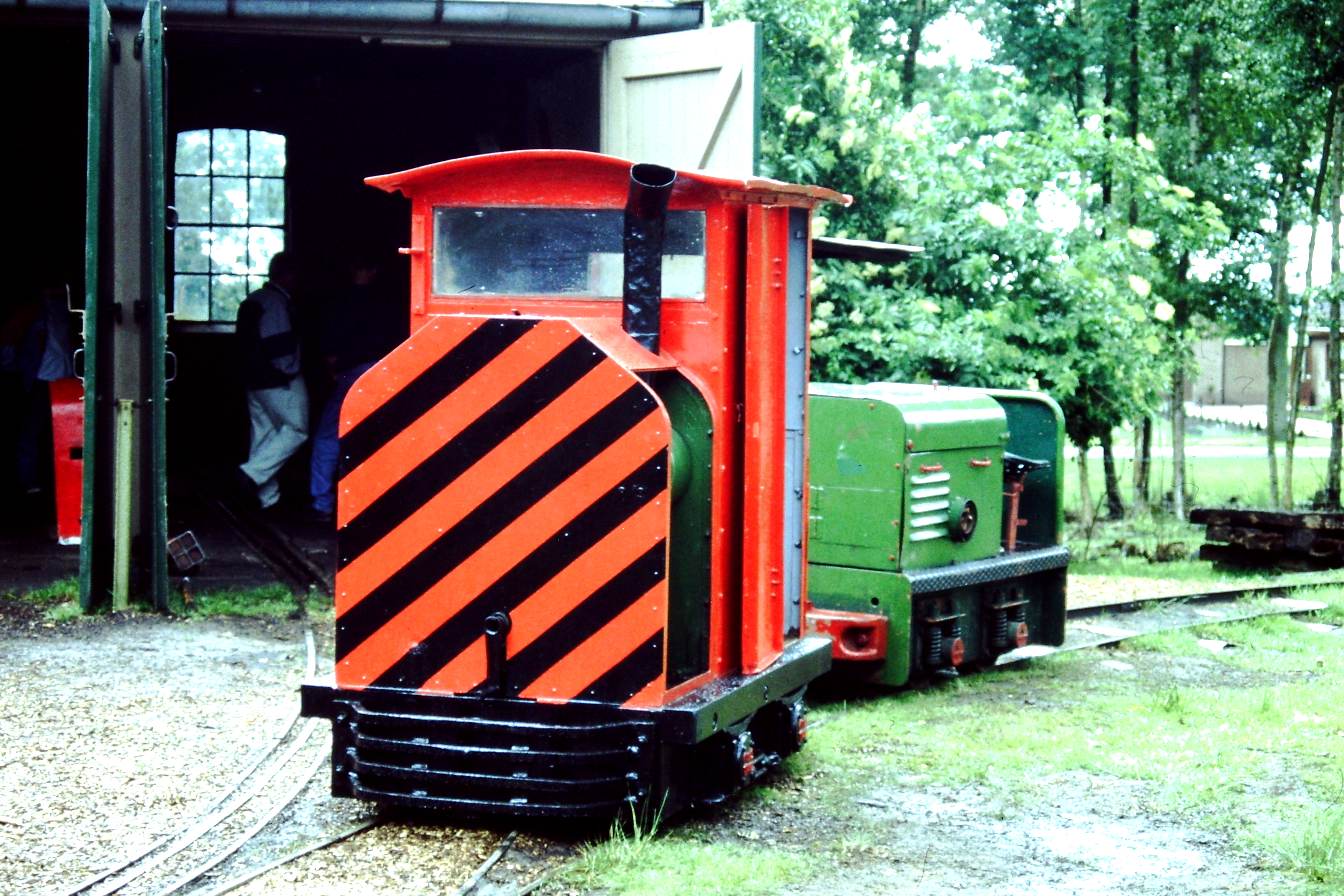
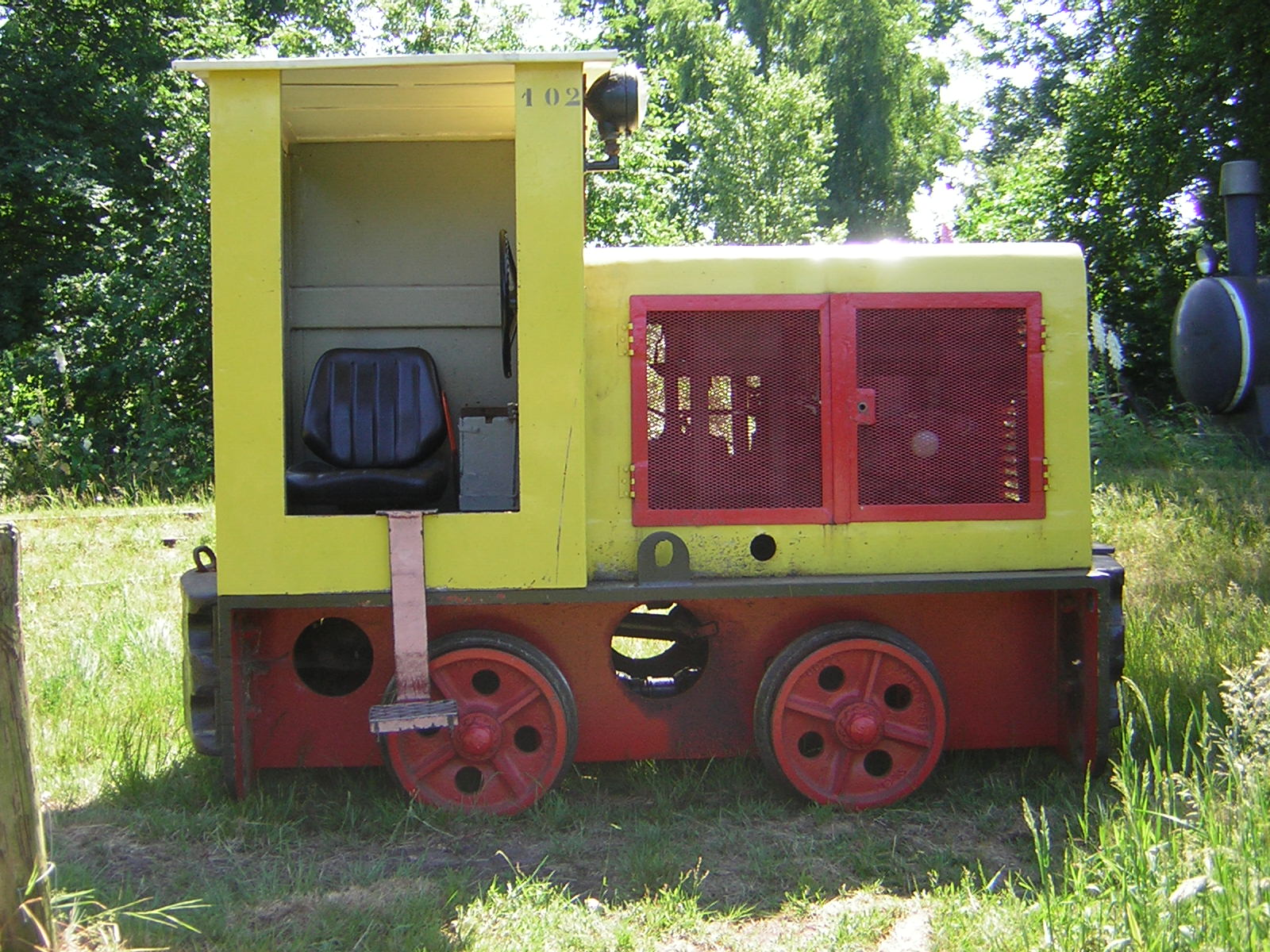
Schöma CHL 20
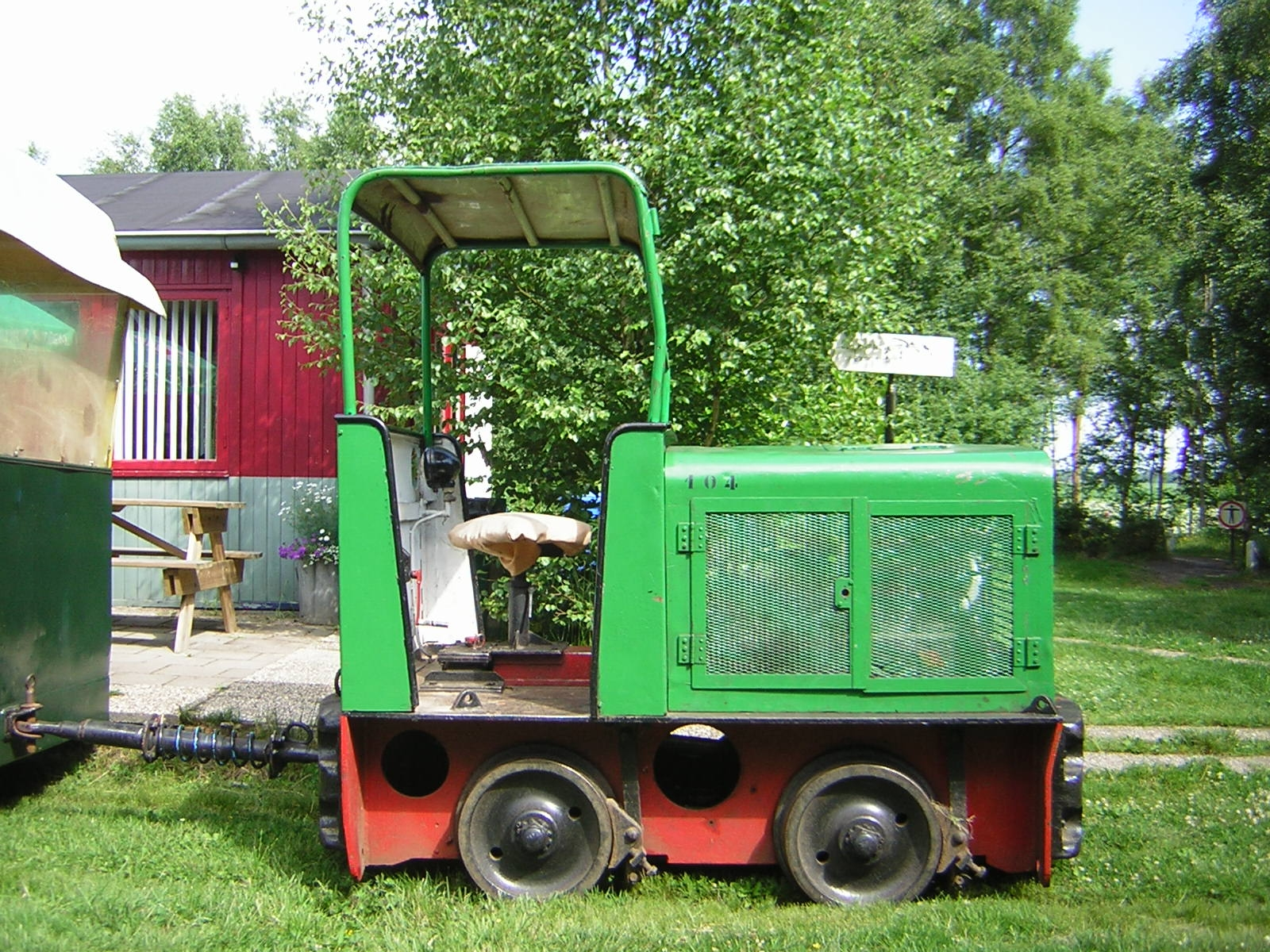
Schöma CHL 14G
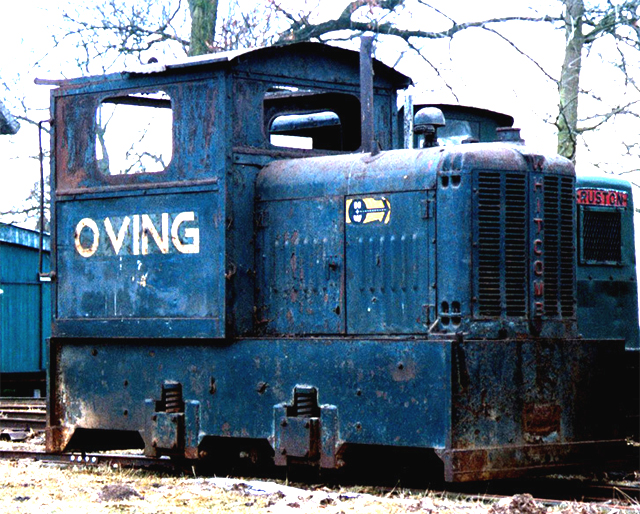
Тип 5DM19B